# Ludwik Święcicki
Ludwik Święcicki herbu Jastrzębiec (ur. 17 grudnia 1851 w Nowej Wsi, zm. 22 kwietnia 1922 w Łodzi) – polski ekonomista i bankowiec, naczelnik biura Kasy Pożyczkowej Przemysłowców Warszawskich, dyrektor Oddziału w Łodzi Polskiej Krajowej Kasy Pożyczkowej.

## Życiorys
Ludwik Święcicki urodził się w majątku ojca Nowa Wieś jako najmłodsze dziecko Jana Stanisława Święcickiego (1798–1891) i Eleonory z Nelskich (1811–1873). W 1865 roku rodzice z trójką nieletnich dzieci przeprowadzili się do Warszawy na Muranów, gdzie Ludwik zdał maturę. W 1872 ukończył pierwszy kurs na Wydziale Prawa Uniwersytetu Warszawskiego, a następnie studiował w Szkole Handlowej w Berlinie. Po powrocie na ziemie polskie pracował jako buchalter, w tym w przedsiębiorstwach prowadzonych przez starszych braci, Adolfa i Jana Święcickich. W 1881 został urzędnikiem Kasy Pożyczkowej Przemysłowców Warszawskich. W 1883 poślubił Zofię Boczkowską, właścicielkę trzech hipotek w Warszawie. Małżonkowie mieli troje dzieci, z których wieku dorosłego dożyli Edward Chwalimir i Witold Maurycy.
W 1898 roku po śmierci naczelnika KPPW Święcicki objął jego stanowisko i piastował je do 1912 roku. Jako naczelnik wyróżnił się w trzech działaniach. Od początku 1898 roku skutecznie przeciwdziałał narzuceniu swemu bankowi przez władze carskie statutu wzorcowego dla banków spółdzielczych w Cesarstwie Rosyjskim. W 1906 roku odpierał napad na Kasę i został poważnie ranny. W 1910 roku napisał oparte na sprawozdaniach opracowanie pt. Historya Kasy Pożyczkowej Przemysłowców Warszawskich na czterdziestoletni okres jej istnienia 1870–1910.
Po utworzeniu w 1917 roku Królewsko-polskiego Ministerstwa Skarbu Ludwik Święcicki został naczelnikiem biura Wydziału Inwentaryzacji Majątku Skarbowego. W listopadzie 1918 roku został przyjęty do pracy w Polskiej Krajowej Kasie Pożyczkowej, będącej bankiem emitującym markę polską. 22 listopada został mianowany dyrektorem oddziału tego banku w Łodzi.
Ludwik Święcicki, który od 1901 roku był wdowcem, ożenił się w 1920 roku z pracownicą swojego Oddziału, wymienioną na liście płac Wacławą Strupczewską-Juszczakową. Z tego związku urodził się syn, Innocenty Ludwik. Ludwik Święcicki zmarł w Łodzi 22 kwietnia 1922 i został pochowany w Warszawie w grobowcu rodzinnym na Starych Powązkach.